# Mehmed Köprülü
Mehmed Köprülü (ur. ok. 1583, zm. 31 października 1661 w Edirne) – wielki wezyr Imperium Osmańskiego.
Wielkim wezyrem został w 1656. Podniósł dyscyplinę w armii tureckiej. W latach 1659–1661 walczył z powodzeniem z Wenecją, a w latach 1658–1660 z księciem siedmiogrodzkim Jerzym II Rakoczym. Zdobył dla Turcji wyspy Tenedos i Limnos.